# Ancely
Pour les articles homonymes, voir Ancely (homonymie).
Ancely est un quartier de l'ouest de Toulouse dépendant du secteur 6 (Toulouse Ouest). Il est délimité en partie par le Touch qui le sépare de Blagnac et la Garonne. Quoique la présence humaine y soit très ancienne, il ne reste aujourd'hui plus guère de traces de son passé.
Ancienne propriété de Georges Ancely, le site fut créé en 1968 par la Société HLM de la Haute-Garonne devenue la S.A. des Chalets. Sur les 900 lots de la résidence, seul 59 lui appartiennent encore.

## Économie
Le quartier bénéficie d'une mairie annexe et d'un bureau de poste. Toutefois, au fil des ans plusieurs des commerces de la cité ont fermé, victimes, entre autres, de la concurrence du centre commercial Carrefour de Purpan. L'arrivée du tram fin 2010, en incitant à une densification du bâti (comme c'est déjà le cas près de la station Ancely), pourrait redynamiser le quartier.

## Histoire

### Préhistoire
À la confluence du Touch et de la Garonne, le site, du type éperon barré, fut occupé dès le Néolithique : le dernier côté était fermé par une palissade dont on a retrouvé les fondations. Plusieurs autres palissades, plus petites, ont aussi été retrouvées à l'intérieur de l'enceinte, elles pourraient correspondre à des subdivisions internes de quartiers ou à des clôtures de parcs à bestiaux. Les fouilles archéologiques ont permis d'y mettre au jour plus de 300 structures de formes diverses dont la finalité est inconnue.
Il en est ainsi d'aires empierrées, appelées couramment « fonds de cabanes », se présentant comme de petites fosses (diamètre inférieur à 2 m) qui ont été remplies de bois calciné. Sur ces bois calcinés, repose un lit de galets eux-mêmes calcinés. L'absence de trous de poteaux ne permet pas de savoir si elles étaient recouvertes d'une superstructure. Leur exiguïté, l'absence de foyer proprement dit et de vestiges de repas semblent exclure la possibilité qu'il s'agissait d'habitations. D'autres aires empierrées du même type, de forme rectangulaire ou trapézoïdale mais plus vaste (de 3 m à 11 m de longueur pour 1,50 m à 2,50 m de largeur) ont aussi été découvertes. L'ensemble de ces aires empierrées ont été édifiées avec un agencement et un soin délibéré destiné peut-être à pallier les remontées d'humidité mais la destination de ces édifices demeurent inconnue. 

Par ailleurs, l'enceinte renfermait plusieurs fosses, dont certaines dépassent 30 m de longueur sur 3 m à 4 m de largeur, où ont été découverts de nombreux foyers, tessons de poterie, ossements d'animaux et autres résidus ménagers. Sous une couche de galets, une grande fosse (7,40 m de long, 4 m de large, 0,80 m de profondeur) a servi de sépultures à deux personnes entourées d'un matériel funéraire composé de douze vases, deux broyeurs, six perles en roche verte, une lame de silex et deux plaquettes rectangulaires en grès poli comportant deux trous de suspension.

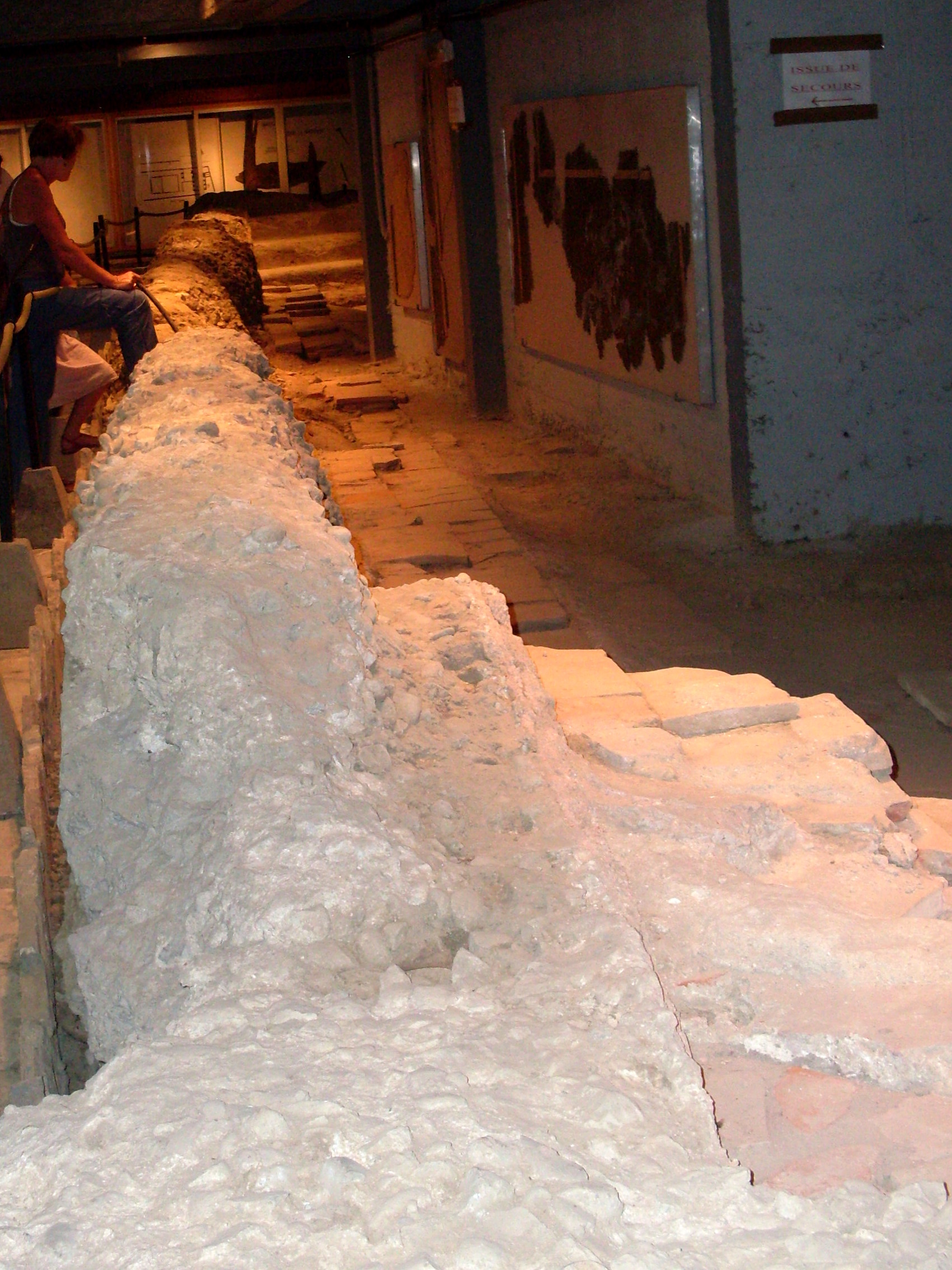
Vestiges des thermes conservés sous un des HLM

### Antiquité
Georges Ancely découvrit un buste en marbre blanc de Jupiter Sérapis dans une souche d'un arbre de sa propriété. Conservé au musée Saint-Raymond, celui-ci a depuis disparu.
Au XXe siècle, les fouilles entreprises sous la direction de Georges Baccrabère ont mis au jour de nombreux vestiges antiques (thermes, sanctuaires) à Saint-Michel-du-Touch, la partie nord du quartier au confluent du Touch et de la Garonne.

### Période ultérieure
Cette partie de Toulouse s'appelait autrefois l'Ardenne Haute, pour la distinguer de l' Ardenne Basse, située plus au sud (jusque vers Papus). Ce terme laisse supposer l'existence d'une forêt en ce lieu. À défaut des arbres, le nom subsiste aujourd'hui dans le quartier, beaucoup plus restreint, de Lardenne.
La géologie et la topologie du site le rendant très sensible à l'érosion hydrique la plupart des constructions anciennes ont disparu. Ainsi le château de Saint-Michel-de-Castro, édifié par les Bénédictins aux XIIIe siècle.
À la révolution, le domaine fut saisi, puis racheté en 1793 par Jean Sarrus qui y fit construire un château (probablement par Urbain Vitry) au tout début du XIXe siècle. Ancely l'acheta en 1878.

### XXesiècle

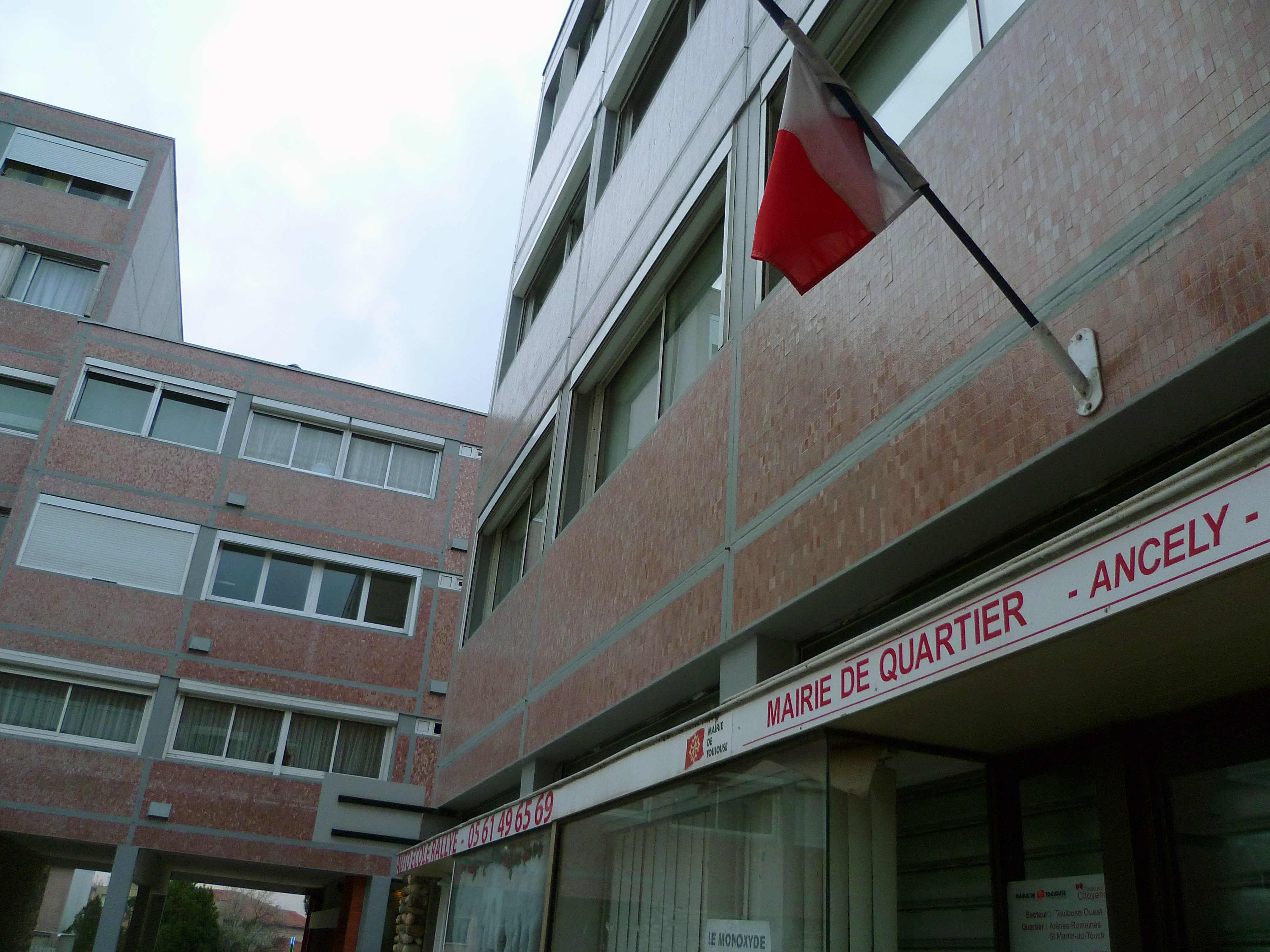
La mairie

En 1953, Raymond Badiou, alors maire, envisagea d'acquérir la propriété pour y installer la nouvelle école vétérinaire. Finalement la famille Garipuy la vendit en 1960 à la Société HLM de la Haute-Garonne qui détruisit le château et y édifia l'actuel quartier. Les travaux de construction furent suivi par l'Agence Roger Tassera. Les seuls vestiges de la propriété sont quelques anciens arbres (notamment les grands pins des bords du Touch), le bassin d'une fontaine ainsi que les colonnes de la façade du château qui ornent désormais l’entrée de la piscine d’Ancely. Un musée a également été créé sous un des immeubles ; il est géré par le musée Saint-Raymond.

## Géographie
Le quartier est délimité à l'ouest par la D901 (Le Fil d'Ariane), l'autoroute A621 au nord, la Garonne à l'est et l'avenue de Casselardit au sud.

Au sud se trouve le quartier de Purpan et au nord la ville de Blagnac.

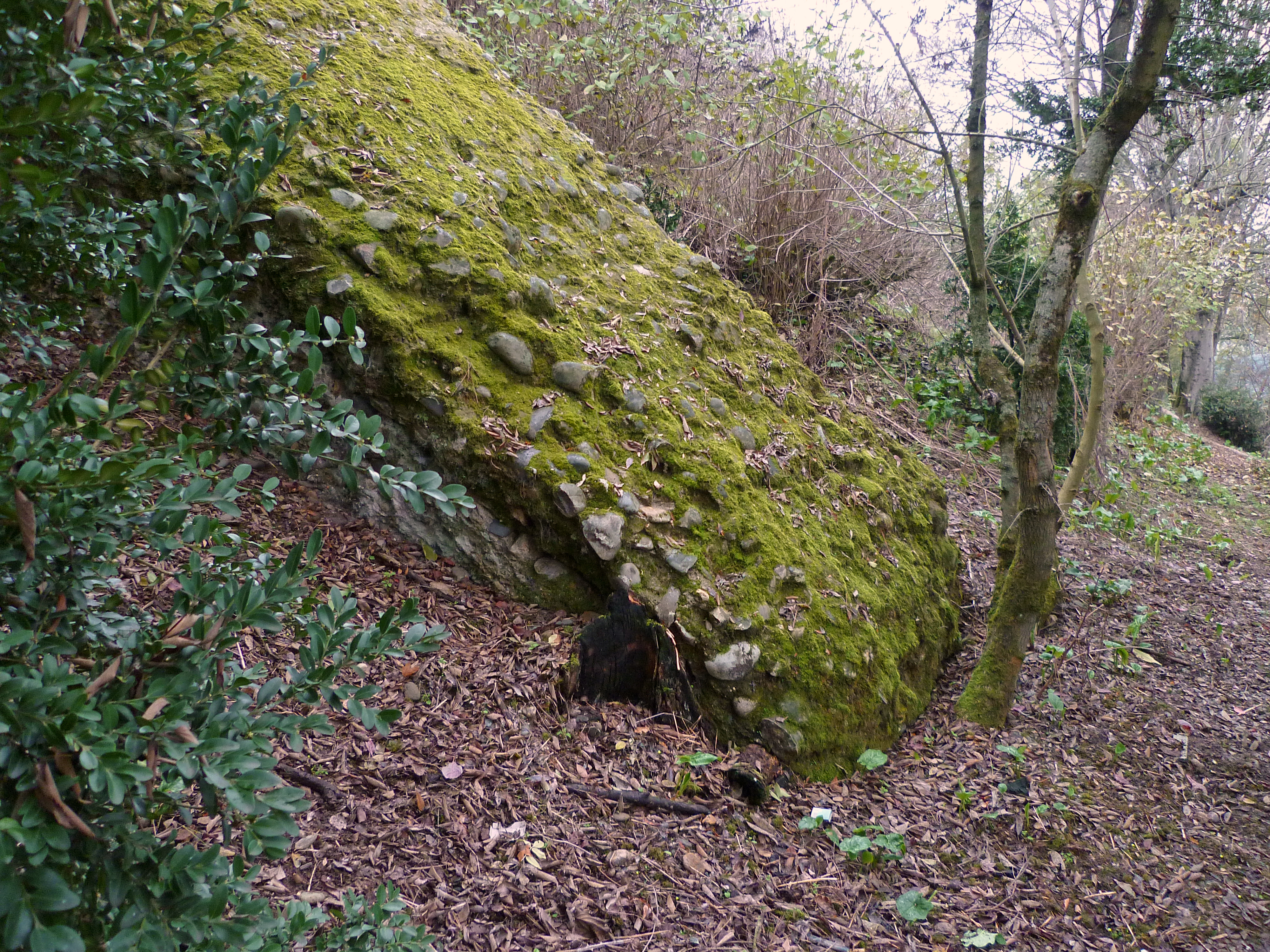
Ruines à Saint-Michel-du-Touch

## Voies de communications et transports

### Transports en commun
Depuis 2010, le quartier est desservi par le tramway, qui connecte le quartier directement au centre-ville et à l'aéroport depuis 2015, et en 2025 le sera par la nouvelle ligne de métro.
- Arènes Romaines
  - 4666
- Ancely
  - 4666
- Blagnac (2028)

### Axes routiers
L'axe central du quartier est l'avenue des Arènes-Romaines.
Il est accessible par :
- L'autoroute A621 : Accès n°2